# Liste der Mitglieder der American Academy of Arts and Sciences/2011
Im Jahr 2011 wählte die American Academy of Arts and Sciences 212 Personen in fünf Kategorien zu ihren Mitgliedern.
Unter den 212 Mitgliedern (fellows) sind 16 „foreign honorary members“, die keine Staatsbürger der Vereinigten Staaten oder dort tätig sind; diese sind farblich hervorgehoben.

## Neu gewählte Mitglieder

### Mathematische und physikalische Wissenschaften
- Frances H. Arnold (* 1956)
- Wanda Austin (* 1954)
- Tom Banks (* 1949)
- Marsha Berger (* 1953)
- R. Paul Butler (* 1960)
- Edmund M. Clarke (1945–2020)
- Geoffrey Coates (* 1966)
- George Crabtree (1944–2023)
- Robert H. Crabtree (* 1948)
- Marcetta Y. Darensbourg (* 1942)
- Juan de Pablo (* 1962)
- Alex Eskin (* 1965)
- Edward W. Felten (* 1963)
- Glenn Fredrickson (* 1958)
- Sylvester James Gates (* 1950)
- Sharon Glotzer (* 1964)
- Sol Michael Gruner (* 1950)
- Martin Head-Gordon (* 1962)
- Eric Horvitz (* 1958)
- Thomas Yizhao Hou (* 1962)
- Leah Jamieson (* 1949)
- Michael I. Jordan (* 1956)
- Kazuya Katō (* 1952)
- Joseph Klafter (* 1945)
- Chester Charles Langway Jr. (1929–2025)
- Gary Leal (* 1943)
- Andrei Dmitrijewitsch Linde (* 1948)
- Todd Joseph Martínez (* 1968)
- H. Jay Melosh (1947–2020)
- Chad A. Mirkin (* 1963)
- Gregory W. Moore (* 1961)
- W. Jason Morgan (1935–2023)
- Ellen Mosley-Thompson (* 1952)
- Shree K. Nayar (* 1963)
- Ei-ichi Negishi (1935–2021)
- Ann Nelson (1958–2019)
- David Politzer (* 1949)
- Roberta Rudnick (* 1958)
- Laurent Saloff-Coste (* 1958)
- Patricia Selinger (* 1949)
- Peter Shor (* 1959)
- Howard Stone (* 1960)
- Henry S. White (* 1956)
- Avi Wigderson (* 1956)
- Hisashi Yamamoto (* 1943)
- Yuk Ling Yung (* 1946)
- James Zachos (* 1959)
- Shoucheng Zhang (1963–2018)
- Shou-Wu Zhang (* 1962)

### Biologische Wissenschaften
- Richard W. Aldrich (* 1952)
- Victor Ambros (* 1953)
- Anna K. Behrensmeyer (* 1946)
- Clara Bloomfield (1942–2020)
- Robert K. Colwell (* 1943)
- David Corey (* 1951)
- George Daley (* 1960)
- Chi Van Dang (* 1954)
- Raymond Deshaies (* 1961)
- Vishva Dixit (* 1956)
- Jonathan A. Epstein (* 1961)
- Russell Fernald (* 1941)
- Scott E. Fraser (* 1954)
- Joseph Fraumeni (* 1933)
- Maxwell E. Gottesman (* 1935)
- Daniel A. Haber (* 1957)
- Katherine Ann High (* 1951)
- Okihide Hikosaka (* 1948)
- Farish A. Jenkins (1940–2012)
- Talmadge King (* 1948)
- Robert E. Kingston (* 1954)
- Lewis Lanier (* 1953)
- Jeffrey H. Miller (* 1944)
- Richard Morimoto (* 1952)
- Svante Pääbo (* 1955)
- David C. Page (* 1956)
- Trevor Price (* 1953)
- Peter B. Reich (* 1953)
- David Reznick (* 1952)
- Rodney Rothstein (* 1947)
- Martine Roussel (* 1950)
- David W. Russell (* 1954)
- Amita Sehgal (* 1960)
- Sybil Putnam Seitzinger (* 1952)
- Eric Selker (* 1953)
- Kevan M. Shokat (* 1964)
- Gisela Storz (* 1962)
- Wesley Sundquist (* 1959)
- Brian Wandell (* 1953)
- Jean Y. J. Wang (* 1952)
- Marvin Wickens (* 1950)
- Shigeyuki Yokoyama (* 1953)

### Sozialwissenschaften
- Luc Anselin (* 1953)
- John A. Bargh (* 1955)
- Roland Bénabou (* 1957)
- Timothy Besley (* 1961)
- Melissa Bowerman (1942–2011)
- Anthony S. Bryk (* 1948)
- Elizabeth J. Cabraser (* 1952)
- Timothy Colton (* 1947)
- John P. Donoghue (* 1949)
- Steven Durlauf (* 1958)
- Penelope Eckert (* 1942)
- Lothar von Falkenhausen (* 1959)
- Martha Finnemore (* 1959)
- Claude S. Fischer (* 1948)
- Nancy Foner (* 1945)
- Catherine Fowler (* 1940)
- Marcel Kahan (* 1962)
- Jonathan N. Katz (* 1968)
- J. Mark Kenoyer (* 1952)
- David Laibson (* 1966)
- John List (* 1968)
- Geoffrey P. Miller (* 1950)
- Katherine Newman (* 1953)
- Scott Page (* 1963)
- David G. Pearce (* 1956)
- Monika Piazzesi (* 1968)
- Roberta Cooper Ramo (* 1942)
- Adam Roberts (* 1940)
- Thomas Romer (* 1947)
- Larry Samuelson (* 1953)
- Michael Schill (* 1958)
- Louis Seidman (* 1947)
- Bruce D. Smith (* 1946)
- Charles Haines Stewart (* 1958)
- Michael Tanenhaus (* 1951)
- Christopher Udry (* 1959)
- Sandra Waxman (* 1954)
- Daniel Wegner (1948–2013)
- Stephen Yeazell (* 1945)

### Geisteswissenschaften und Kunst
- Mary Beard (* 1955)
- Philip Bohlman (* 1952)
- Yves Bonnefoy (1923–2016)
- Dave Brubeck (1920–2012)
- Ken Burns (* 1953)
- Thomas P. Campbell (* 1962)
- James Clifford (* 1945)
- Leonard Cohen (1934–2016)
- Stanley Corngold (* 1934)
- Peter Culicover (* 1945)
- Daniel Day-Lewis (* 1957)
- Bob Dylan (* 1941)
- Philip Fisher (* 1941)
- Sarah A. Fuller (* 1939)
- Thomas W. Gaehtgens (* 1940)
- Franklin Gamwell (* 1937)
- Daniel E. Garber (* 1949)
- Annette Gordon-Reed (* 1958)
- Paul Griffiths (* 1947)
- John Guare (* 1938)
- Jacquelyn Dowd Hall (* 1943)
- Jeffrey Henderson (* 1946)
- James Higginbotham (1941–2014)
- Oscar Hijuelos (1951–2013)
- Edward Hoagland (* 1932)
- E. Brooks Holifield (* 1942)
- Jenny Holzer (* 1950)
- Jay Jasanoff (* 1942)
- Frances Kamm (* 1948)
- Thomas Forrest Kelly (* 1943)
- Béatrice Longuenesse (* 1951)
- William Roger Louis (* 1936)
- Mark Mazower (* 1958)
- Bill McKibben (* 1960)
- Helen Mirren (* 1945)
- Margaret M. Mitchell (* 1956)
- Angelika Neuwirth (* 1943)
- Brian Rose (* 1956)
- Michael Scammell (* 1935)
- James S. Shapiro (* 1955)
- Paul Simon (* 1941)
- P. Adams Sitney (* 1944)
- Eduardo Souto de Moura (* 1952)
- Gabrielle Spiegel (* 1943)
- Thomas Sugrue (* 1962)
- Ann Taves (* 1952)
- Herbert Tucker (* 1949)
- Luisa Valenzuela (* 1938)
- Michael Van Valkenburgh (* 1951)
- Mario Vargas Llosa (1936–2025)
- Samuel Waterston (* 1940)
- Barbara Weinstein (* 1952)
- Robert Wilson (1941–2025)
- Herbert Tucker (* 1949)

### Public Affairs, Business und Administration
- Paul Allen (1953–2018)
- Jesse H. Ausubel (* 1951)
- Douglas Bennet (1938–2018)
- John Bryson (1943–2025)
- James Cash Jr. (* 1947)
- Francisco G. Cigarroa (* 1957)
- Ernest Cockrell (* 1945)
- Edward Djerejian (* 1939)
- Julio Frenk (* 1953)
- Hugh Grant (* 1958)
- Robert D. Haas (* 1942)
- Ray Hammond (* 1951)
- Robert F. Higgins (* 1946)
- Tom Johnson (* 1941)
- Alex S. Jones (* 1946)
- Linda Katehi (* 1954)
- Steven Knapp (* 1951)
- Robert K. Kraft (* 1941)
- Morton Mandel (1921–2019)
- Raghunath Mashelkar (* 1943)
- Louis Menand (* 1952)
- William Neaves (* 1943)
- Robert Reischauer (* 1941)
- Malcolm Rogers (* 1948)
- David René de Rothschild (* 1942)
- David J. Skorton (* 1949)
- Debora Spar (* 1963)
- Miles D. White (* 1955)